# Ареа Артиђанале Индустријале Лоц. Сан Ђовани (Кунео)
Ареа Артиђанале Индустријале Лоц. Сан Ђовани је насеље у Италији у округу Кунео, региону Пијемонт.
Према процени из 2011. у насељу је живело 11 становника. Насеље се налази на надморској висини од 290 м.